# Atherigona cinarina
Atherigona cinarina este o specie de muște din genul Atherigona, familia Muscidae, descrisă de Seguy în anul 1938. Conform Catalogue of Life specia Atherigona cinarina nu are subspecii cunoscute.